# Diocesi di Limerick
La diocesi di Limerick (in latino Dioecesis Limericiensis) è una sede della Chiesa cattolica in Irlanda suffraganea dell'arcidiocesi di Cashel e Emly. Nel 2021 contava 150.327 battezzati su 183.638 abitanti. È retta dal vescovo Brendan Leahy.

## Territorio
La diocesi comprende parte delle contee irlandesi di Limerick, Clare e Kerry.
Sede vescovile è la città di Limerick, dove si trova la cattedrale di San Giovanni.
Il territorio è suddiviso in 60 parrocchie.

## Storia
La diocesi deriva da un antico insediamento monastico, fondato da san Munchin nel VII secolo.
Le notizie certe di un vescovo si hanno solo con l'inizio del XII secolo. I vescovi della seconda metà di questo secolo furono di origine danese, fino a Donat O'Brien che costruì la cattedrale di Santa Maria e istituì il capitolo. Poco dopo il 1188 la diocesi incorporò la maggior parte della soppressa diocesi di Inniscathy.
Nel XIII secolo gli anglo-normanni dominarono Limerick e per due secoli i vescovi furono di origine inglese.
All'epoca della Riforma protestante, Edoardo VI nominò un vescovo protestante. In seguito alla Riforma la diocesi subì un periodo di sofferenza: a metà del XVII secolo il vescovo Edmund O'Dwyer fu condannato a morte, ma riuscì a scappare all'estero e morì esule a Bruxelles.
Mentre la sede episcopale fu a lungo vacante, la legislazione che reprimeva il culto cattolico fu messa in atto: ai cattolici era proibito risiedere in città e dentro le mura non vi fu nessuna chiesa cattolica fino al 1744. Ad ogni modo il Cattolicesimo a poco a poco recuperò posizione, i cattolici sfidando la legge presero a stabilirsi in città, dove presto sorpassarono in numero i protestanti e poterono costruire per sé nuove chiese. Nel 1805 il vescovo John Young stabilì un college cattolico. Il suo successore John Ryan intraprese la costruzione di numerose chiese, fra cui la cattedrale di San Giovanni, la cui prima pietra fu posta nel 1856. Fu consacrata nel giugno del 1894.
Con decreto della Congregazione Concistoriale del 7 gennaio 1912, siccome l'antica cattedrale da due secoli era stata adibita al culto anglicano, fu eretta a cattedrale la chiesa di San Giovanni Battista di Limerick e contestualmente fu istituito il capitolo dei canonici.
Il vescovo Patrick O'Neill (1945-1958) stabilì la residenza vescovile a Kilmoyle.

## Cronotassi dei vescovi
Si omettono i periodi di sede vacante non superiori ai 2 anni o non storicamente accertati.
- Gilbert † (1106 - dopo il 1139)
- Patrick † (1140 - ?)
- Harold † (? - 1151 deceduto)
- Turgese † (menzionato nel 1152)
- Brictius † (prima del 1179 - dopo il 1182)
- Donat O'Brien † (1194 ? - 1207 deceduto)
- Geoffrey † (menzionato nel 1217)
- Edmund † (? - 1222 deceduto)
- Hubert de Burgh † (1222 - 14 settembre 1250 deceduto)
- Robert Neil † (1251 - 8 settembre 1272 deceduto)
- Gerard le Marescal † (1272 - 10 febbraio 1301 deceduto)
- Robert de Dundovenald † (1302 - 3 maggio 1311 deceduto)
- Eustace de l'Eau † (1311 - 3 maggio 1336 deceduto)
- Maurice Rochfort † (6 aprile 1337 consacrato - 9 giugno 1352 deceduto)
- Stephen Lawles † (19 febbraio 1354 consacrato - 28 dicembre 1359 deceduto)
- Stephen Wale † (6 novembre 1360 - 19 febbraio 1369 nominato vescovo di Meath)
- Peter Creagh † (19 febbraio 1369 - 1398 o 1399 nominato vescovo di Ross)
- Bernard O'Connor, O.F.M. † (1398 o 1399 - 1399 deceduto)
- Peter Curreagh † (1399 - 1399 dimesso[2]) (per la seconda volta)
- Cornelius O'Dea † (23 maggio 1400 - 1426 dimesso)
- John Mothel, O.E.S.A. † (7 ottobre 1426 - ?)
- Thomas Leggher, C.R.S.A. † (7 giugno 1456 - ?)
- William Russell † (19 novembre 1458 - ? deceduto)
- Thomas Arthur † (14 luglio 1469 - 19 luglio 1486 deceduto)
- Richard Stackpoll † (18 settembre 1486 - 1486 deceduto)
- John Dunow † (20 novembre 1486 - ? deceduto)
- John Folan † (24 aprile 1489 - 30 gennaio 1521 deceduto)
- John Coyn (o Quin), O.P. † (21 ottobre 1524 - ? deceduto)
- Hugh Lacy † (9 marzo 1556 - 1580 deceduto)
- Cornelius Obeyl † (20 agosto 1582 - prima del 1602 deceduto)
  - Sede vacante (1602-1620)
- Richard Arthur † (18 maggio 1620 - 23 maggio 1646 deceduto)
- Edmund O'Dwyer † (23 maggio 1646 succeduto - 1654 deceduto)
  - Sede vacante (1654-1677)
- James Duley † (febbraio 1677 - 1684 o 1685 deceduto)
  - Sede vacante (1684/1685-1689)
- John O'Mollony † (24 gennaio 1689 - 3 settembre 1702 deceduto)
  - Sede vacante (1702-1720)
- Cornelius O'Keeffe † (7 marzo 1720 - prima del 19 agosto 1737 deceduto)
- Robert Lacy † (30 agosto 1737 - 4 agosto 1759 deceduto)
- Daniel O'Kearney † (27 novembre 1759 - 24 gennaio 1778 deceduto)
- John Butler † (10 aprile 1778 - prima dell'11 gennaio 1779 dimesso)
- Denny Conway † (25 febbraio 1779 - 19 giugno 1796 deceduto)
- John Young † (19 giugno 1796 succeduto - 22 settembre 1813 deceduto)
- Charles Tuohy † (4 ottobre 1814 - 17 marzo 1828 deceduto)
- John Ryan † (17 marzo 1828 succeduto - 4 giugno 1864 deceduto)
- George Butler † (4 giugno 1864 succeduto - 3 febbraio 1886 deceduto)
- Edward Thomas O'Dwyer † (18 maggio 1886 - 19 agosto 1917 deceduto)
- Denis Hallinan † (10 marzo 1918 - 2 luglio 1923 deceduto)
- David Keane † (29 dicembre 1923 - 14 marzo 1945 deceduto)
- Patrick O'Neill † (15 dicembre 1945 - 27 marzo 1958 deceduto)
- Henry Murphy † (1º luglio 1958 - 8 ottobre 1973 deceduto)
- Jeremiah Newman † (17 maggio 1974 - 3 aprile 1995 deceduto)
- Donal Brendan Murray † (10 febbraio 1996 - 17 dicembre 2009 dimesso)
  - Sede vacante (2009-2013)
- Brendan Leahy, dal 10 gennaio 2013

## Statistiche
La diocesi nel 2021 su una popolazione di 183.638 persone contava 150.327 battezzati, corrispondenti all'81,9% del totale.
| anno | popolazione | popolazione | popolazione | presbiteri | presbiteri | presbiteri | presbiteri                | diaconi | religiosi | religiosi | parrocchie |
| anno | battezzati  | totale      | %           | numero     | secolari   | regolari   | battezzati per presbitero | diaconi | uomini    | donne     | parrocchie |
| ---- | ----------- | ----------- | ----------- | ---------- | ---------- | ---------- | ------------------------- | ------- | --------- | --------- | ---------- |
| 1950 | 114.000     | 117.560     | 97,0        | 224        | 119        | 105        | 508                       |         | 210       | 580       | 48         |
| 1970 | 116.200     | 118.455     | 98,1        | 260        | 131        | 129        | 446                       |         | 224       | 646       | 52         |
| 1980 | 136.808     | 139.108     | 98,3        | 245        | 142        | 103        | 558                       |         | 155       | 483       | 58         |
| 1990 | 140.600     | 144.000     | 97,6        | 237        | 140        | 97         | 593                       |         | 147       | 474       | 59         |
| 1999 | 160.000     | 165.000     | 97,0        | 200        | 127        | 73         | 800                       |         | 111       | 363       | 60         |
| 2000 | 160.000     | 165.000     | 97,0        | 196        | 121        | 75         | 816                       |         | 110       | 355       | 60         |
| 2001 | 160.000     | 167.000     | 95,8        | 190        | 120        | 70         | 842                       |         | 96        | 350       | 60         |
| 2002 | 160.000     | 167.000     | 95,8        | 191        | 121        | 70         | 837                       |         | 95        | 348       | 60         |
| 2003 | 160.000     | 167.000     | 95,8        | 181        | 121        | 60         | 883                       |         | 85        | 345       | 60         |
| 2004 | 160.000     | 167.000     | 95,8        | 178        | 122        | 56         | 898                       |         | 81        | 343       | 60         |
| 2013 | 172.500     | 179.900     | 95,9        | 165        | 119        | 46         | 1.045                     |         | 103       | 250       | 60         |
| 2016 | 184.300     | 192.300     | 95,8        | 154        | 115        | 39         | 1.196                     |         | 107       | 272       | 60         |
| 2019 | 154.836     | 191.809     | 80,7        | 149        | 107        | 42         | 1.039                     |         | 66        | 243       | 60         |
| 2021 | 150.327     | 183.638     | 81,9        | 140        | 100        | 40         | 1.073                     |         | 64        | 232       | 60         |